# Pohřebiště saských panovníků

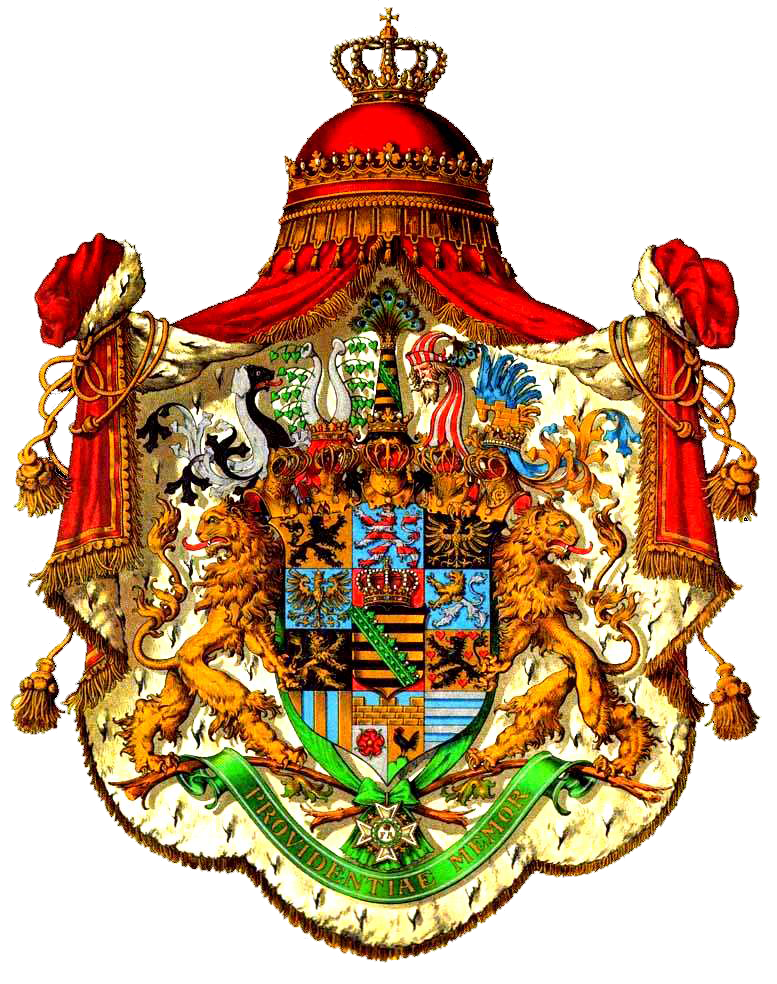
Znak Saského království

Toto je seznam pohřebišť saských panovníků. V roce 1089 byla Míšenská marka udělena rodu Wettinů. Konrád Veliký se označoval jako „Marchio Saxoniae“ (markrabě saský). Od 15. století bylo Sasko kurfiřtství. 
10. září 1445 proběhlo tzv. Altenburské dělení. V letech 1697 až 1763 bylo Saské kurfiřtství v personální unii s Polským královstvím a Saské království existovalo v letech 1806 až 1918.
| Jméno                                     | Doba života | Místo pohřbení                                                 |
| ----------------------------------------- | ----------- | -------------------------------------------------------------- |
| král Fridrich August I.                   | 1750–1827   | Gründerská hrobka v katedrále Nejsvětější Trojice v Drážďanech |
| Amálie Zweibrückenská                     | 1752–1828   | Gründerská hrobka v katedrále Nejsvětější Trojice v Drážďanech |
| král Antonín I.                           | 1755–1836   | Velká hrobka v katedrále Nejsvětější Trojice v Drážďanech      |
| Marie Karolína Savojská                   | 1764–1782   | Velká hrobka v katedrále Nejsvětější Trojice v Drážďanech      |
| Marie Terezie Josefa Habsbursko-Lotrinská | 1766–1827   | Velká hrobka v katedrále Nejsvětější Trojice v Drážďanech      |
| král Fridrich August II.                  | 1797–1865   | Královská hrobka v katedrále Nejsvětější Trojice v Drážďanech  |
| Marie Karolína Rakouská                   | 1801–1832   | Velká hrobka v katedrále Nejsvětější Trojice v Drážďanech      |
| Marie Anna Bavorská                       | 1805–1877   | Královská hrobka v katedrále Nejsvětější Trojice v Drážďanech  |
| král Jan I.                               | 1801–1873   | Královská hrobka v katedrále Nejsvětější Trojice v Drážďanech  |
| Amálie Augusta Bavorská                   | 1801–1877   | Královská hrobka v katedrále Nejsvětější Trojice v Drážďanech  |
| král Albert I.                            | 1828–1902   | Nová hrobka v katedrále Nejsvětější Trojice v Drážďanech       |
| Karola Vasa-Holstein-Gottorpská           | 1833–1907   | Nová hrobka v katedrále Nejsvětější Trojice v Drážďanech       |
| král Jiří I.                              | 1832–1904   | Nová hrobka v katedrále Nejsvětější Trojice v Drážďanech       |
| Marie Anna Portugalská                    | 1843–1884   | Velká hrobka v katedrále Nejsvětější Trojice v Drážďanech      |
| král Fridrich August III.                 | 1865–1932   | Nová hrobka v katedrále Nejsvětější Trojice v Drážďanech       |
| Luisa Toskánská                           | 1870–1947   | Hedingerkirche v Sigmaringenu                                  |